# Kylstad
Kylstad este o localitate din comuna Ringsaker, provincia Hedmark, Norvegia, cu o suprafață de 0,24 km² și o populație de 380 locuitori (2013).